# Troilo IV. de’ Rossi

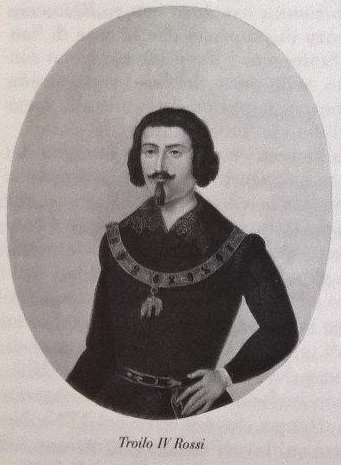
Troilo IV. de’ Rossi

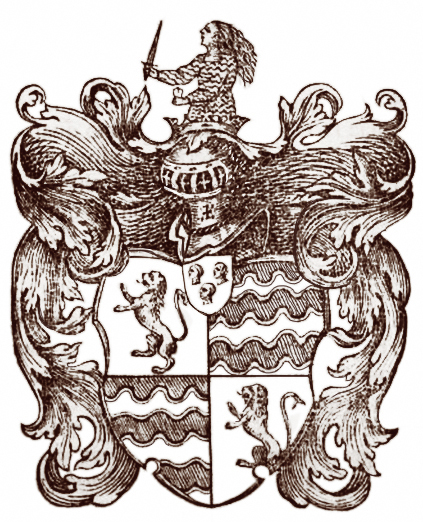
Wappen der Rossis von San Secondo

Troilo IV. de’ Rossi (* 30. September 1601 in San Secondo; † 13. November 1635 in Mailand) war ein italienischer Condottiere und Adliger, sowie 6. Markgraf von San Secondo.

## Biografie
Der Sohn von Federico I. de’ Rossi und Isabella Borromeo wurde 1601 geboren und war auch ein Neffe von Kardinal Federico Borromeo. 1624 wurde er von Odoardo II. Farnese als Botschafter gesandt, um dem Papst Urban VIII. Treue zu schwören.

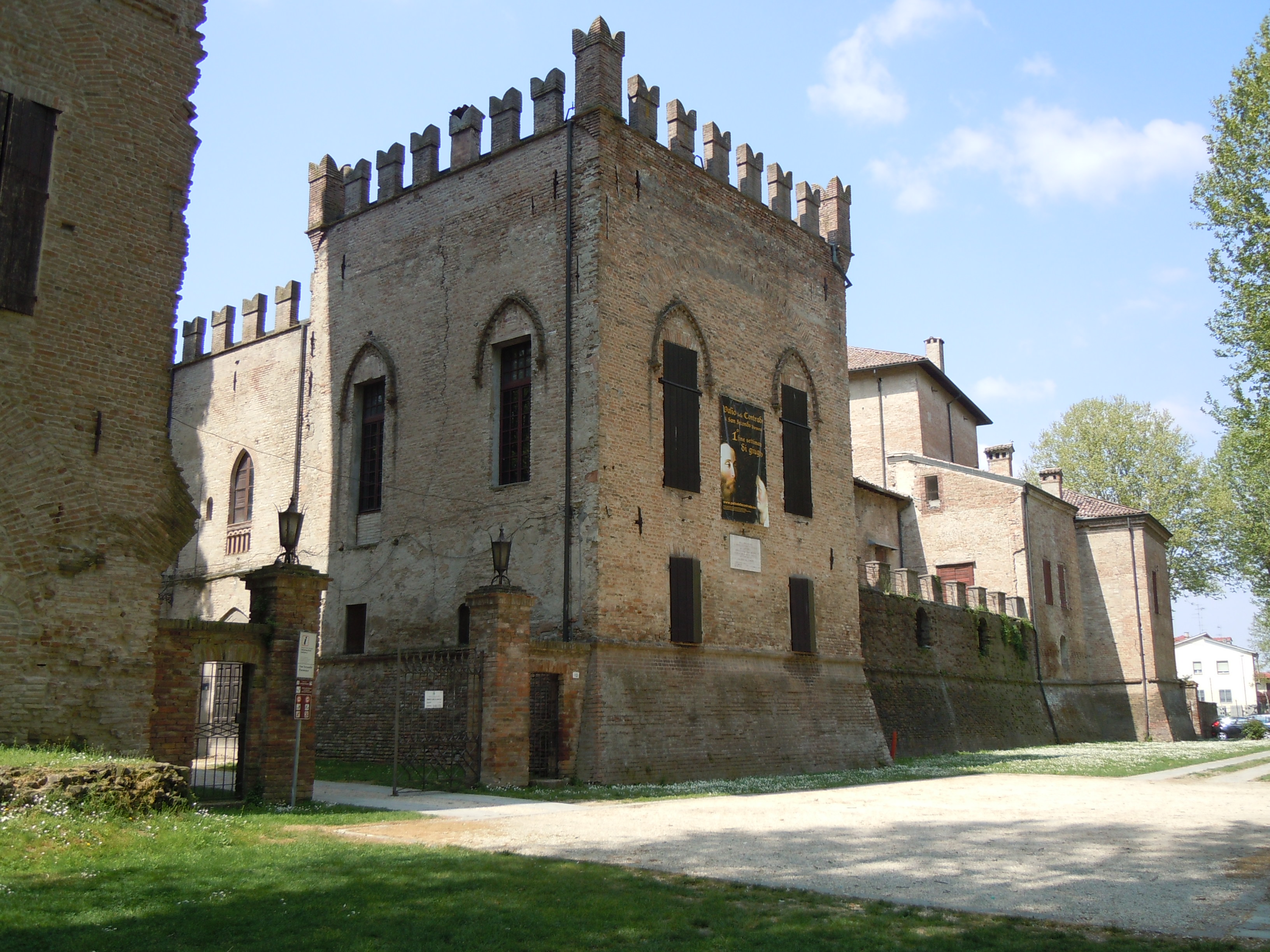
Rocca dei Rossi in San Secondo

Er nahm zusammen mit seinem Vater am in Savoyen teil und folgte ihm 1632 in der Leitung der Markgrafschaft nach. Als Kommandant einer Soldatenkompanie des Herzogtums Mailand wurde ihm 1633 der Orden vom Goldenen Vlies als Anerkennung seiner Treue zu Spanien im Krieg gegen die Franzosen verliehen. Ebenfalls 1633 eilte er zur Rettung von Valenza, das von transalpinen Truppen belagert wurde. Bei dieser Schlacht tötete Troilo IV. einen General der Armee der Farneses, die mit Frankreich verbunden war.
Wegen der Treue der Rossis zu Spanien und unter dem Vorwand der Tötung des Generals konfiszierte der Herzog von Parma und Piacenza, Odoardo I. Farnese, der Verbündete der Franzosen, aus Rache ihr Lehen San Secondo. 1635 wurde Troilo IV. ins Veltlin geschickt, um gegen den Fürsten Rohan Krieg zu führen, der das Gebiet erobert hatte. Schwer verletzt zog er sich nach Mailand zurück, wo er im November 1635 an seinen Verwundungen starb.
Da er keine männlichen Nachkommen hatte, fiel die Markgrafschaft San Secondo an seinen Halbbruder Pier Maria IV.

## Verwandte
Aus der Ehe von Troilo IV. mit Claudia Tassone Estense, der Tochter des Markgrafen von Guiglia (die in zweiter Ehe Teobaldo Visconti, den Markgrafen von Cislago und Grafen von Gallarate, heiratete), ging nur eine einzige Tochter hervor:
- Isabella.

## Ehrungen
1633: Ritter des Ordens vom Goldenen Vlies